# Иларион Кијевски
Митрополит Иларион је руски светитељ, митрополит Кијева и целе Русије.

## Биографија
Митрополит Иларион се помиње у више црквених рукописа. Један од њих „Повест минулих лета“ наводи његово присуство на освеђењу храма Кијевско-печерске лавре 1051. године.. Согласно записи в начале летописной статьи 1051 года в ПВЛ («лѣ́то 6559»), его́ («Ларио́на») «поста́ви Яросла́в митрополи́том <…> собра́в епи́скопы»
Аутор је више теолошких дела, од којих је најпознатије „Беседи о закону и благодати — исповедања вере“ које је написано поводом постављења Јарослава Мудрог.
Пре него је изабран за епископа, био је свештеник у селу Берестову. Године 1051. од стране сабора руских архипастира постављен за митрополита Кијева и све Русије.
Православна црква га помиње 21. октобра (према јулијанском календару).